# El País

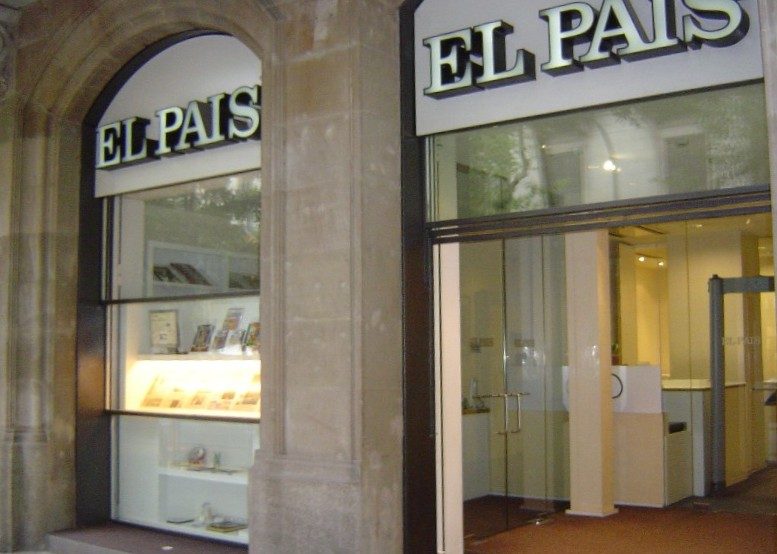
Het kantoor van El País in Barcelona

El País (Nederlands Het Land) is een Spaans ochtendblad dat uitgegeven wordt in Madrid en een nationale en internationale reikwijdte heeft. El País heeft van alle Spaanse nieuwsbladen de grootste oplage en het grootste aantal lezers. Het wordt in het buitenland gezien als de referentiekrant bij uitstek en is de tweede krant van het land na de sportkrant Marca. De krant volgt een centrumlinkse koers en neemt in ethische kwesties een progressieve houding aan. El País is eigendom van het mediabedrijf Grupo PRISA.

## Geschiedenis
El País werd opgericht door José Ortega Spottorno en verscheen voor het eerst op 4 mei 1976, vijf maanden na de dood van Franco, aan het begin van de Spaanse democratische overgang. Als felle voorstander van de democratisering en sociale hervormingen stak het blad behoorlijk af bij de bestaande bladen, die zich nog van het stempel van de franquistische dictatuur aan het ontdoen waren, en zo werd het al vrij snel een symbool van het nieuwe Spanje.
Dit imago werd nog versterkt tijdens de mislukte staatsgreep op 23 februari 1981. Terwijl in het parlementsgebouw een groep militairen de parlementsleden en de regering gijzelden en tanks door de straten van Valencia reden, kwam El País, nog voor de televisietoespraak van de koning, die aan de staatsgreep een einde zou maken, met een extra editie waarin het Spaanse volk werd opgeroepen de straat op te gaan ter verdediging van de democratie.
Redactionele stukken uit de begintijd getuigen van de wil een pluralistische krant te zijn. In die jaren nam het blad, qua stijl en opmaak, de Franse krant Le Monde als voorbeeld. Het ontwikkelde een sterke journalistieke ethiek, met een defensor del lector, een soort interne ombudsman, een gedragscode voor journalisten; ook publiceerde het een stijlgids voor geschreven Spaans.
In 2007 voerde de krant voor het eerst in zijn bestaan structurele veranderingen door. De opmaak en het logo veranderden; ook sprak men de ambitie uit wereldwijd de belangrijkste Spaanstalige krant te willen worden. Een van de middelen om dit te bereiken, was de integratie in 2009 van de redacties van de papieren en de interneteditie.

## Inhoud
El País valt op door zijn soberheid. De pagina's zijn opgemaakt uit vijf netjes geordende kolommen, waarin foto's en andere grafische elementen een secundaire rol spelen.
De krant geldt als centrumlinks, zonder zich aan één politieke partij te binden. Over het corruptieschandaal rond de voormalige premier Felipe González en ook het beleid van Zapatero werd kritisch bericht gegeven. Daarnaast is de krant uitgesproken pro-Europees en heeft hij ook meerdere keren zijn steun betuigd aan koning Juan Carlos voor wat die voor de democratie in Spanje heeft betekend.
Vergeleken met andere Spaanse kranten ruimt El País veel plaats in voor internationaal, cultureel en economisch nieuws. Verschillende supplementen komen met de krant mee: Futuro (over wetenschap), Ciberpaís (over computers en elektronica), The New York Times (met vertaalde artikelen uit die krant), EP3 (jeugdsupplement), Ocio (vrije tijd), Babelia (over literatuur), El Viajero ('De reiziger') en Negocios (financieel-economisch supplement). Verder komt er op zondag een magazine met de krant mee: El País Semanal.
Naast het hoofdkantoor in Madrid heeft El País ook kantoren in andere belangrijke Spaanse steden (Barcelona, de eerste regionale editie sinds 1982, Sevilla, Valencia, Bilbao en Santiago de Compostella), van waaruit lokale edities van de krant worden gemaakt.

## Bereik

### Internationale krant
De wens een wereldwijde krant te worden staat duidelijk in de ondertitel van de krant: El periódico global (Nederlands: 'De wereldwijde krant'). Naast de Spaanse editie bracht de krant ook een 'mondiale' editie uit, die tot de stopzetting in juni 2018 werd gedrukt en gedistribueerd in Zuid-Amerika. Midden februari 2021 deelde de krant aan haar lezers mee dat zij vanaf 16 februari 2021 voor "100% digitaal" zou zijn en dat haar gedrukte versie niet langer in Europa (met uitzondering van Spanje) zou worden gedistribueerd.
El País wordt in het buitenland ook gezien als belangrijkste referent binnen de Spaanse pers: wanneer buitenlandse kranten nieuws uit Spanje publiceren, zullen zij vaak artikelen van El País aankopen en vertalen. Verder werkt El País actief samen met Le Monde en The New York Times. In samenwerking met The New York Times brengt het een supplement uit met Spaanse vertalingen van artikelen uit die krant. De International New York Times (eerder The International Herald Tribune) bevat in zijn Spaanse editie op zijn beurt een bijlage met Engelstalige uittreksels van artikelen uit El País.

## Onderscheidingen
1986: Four Freedoms Award voor de vrijheid van meningsuiting

### Oplage
Volgens de in 2012 uitgevoerde Estudio General de Medios (Algemene Mediastudie) heeft El País 1,9 miljoen lezers. Daarmee houdt het El Mundo, Spanjes tweede grootste nieuwsblad met 1,1 miljoen lezers, ver achter zich. El País had tussen juli 2011 en juni 2012 een dagelijkse oplage van 425.694 op doordeweekse dagen.
De krant kost doordeweeks € 1,30, op zaterdag € 1,50 en op zondag € 2,50 (prijspeil 2013).